# 3F Ungdom
3F Ungdom er 3F's ungdomsorganisation, der varetager unge arbejderes interesser inden for fagforeningens brancher.
3F Ungdom blev stiftet i 2005 og repræsenterer 35.000 arbejdere. 3F Ungdom varetager og koordinerer 3F's indsats overfor forbundenes medlemmer under 31 år. 3F Ungdoms opgave er, at styrke de unge medlemmer på deres arbejdspladser og være de unges medlemmer talerør i fagforbundet og samfundet. Det kan være emner som: Uddannelse, arbejdsforhold og levevilkår. Kort sagt alt det, som danner ramme om de unges arbejde.

## Organisationen
Organisation er blevet til, som en del af fusion imellem Specialarbejderforbundet i Danmark (SiD), Kvindelig arbejderforbund i Danmark (KAD) (2005), Restaurations og Bryggeriarbejder Forbundet (RBF) (2006), TIB (2011), der nu er samlet i Fagligt Fælles Forbund.

## Struktur
Organisation består af følgende myndigheder i prioriteret rækkefølge:

1. Landsmøde
2. Ungdomsudvalg
3. Formandskab

## Landsmødet
Landsmødet afholdes én gang årligt i 4. kvartal. Her vælges formandskab og fanebærer.
Alle afdelinger kan sende repræsentanter til landsmødet.

## Ungdomsudvalget
Ungdomsudvalget (UU) varetager landsmødet beslutninger og er øverste myndighed imellem landsmøderne. UU består af:
- 2 fra hver af de seks branchegrupper (Transport, Industri, PSHR (Privat, Service, Hotel og Restauration), Bygge, Offentlige og Grøn).
- 2 fra hver region.
- Formand, politisk- samt organisatorisk næstformand.

## Regionsformænd
Består af 5 personer valgt til at repræsenter de unge i regionerne.
2023-2024
- Region Nord: Oliver Hansen

- Region Midt: Caroline Ullits Dreholt
- Region Syd: Mikkel Nielsen
- Region Sjælland:
- Region Hovedstaden: Viktor Holmboe

## Grupperepræsentanter
Består af 6 personer valgt til at repræsenter de unge i grupperne.
2023-2024
– Byggegruppen – Michael Schmidt

– Transportgruppen – Mathias Bækdahl

– Privat Service Hotel og Restauration – Cecilie Hansen

– Industrigruppen – Emma Larssen

– Den Grønne Gruppe – Frederik Andersen

– Den Offentlige Gruppe Mathias Nielsen

## Formandskabet
Formandskabet består af én formand og to næstformand (henholdsvis organisatorisk og politisk).

Nuværende sammensætning er:
- Formand: Kaja Nielsen
- Politisk Næstforkvinde: Martin Hing Andersen
- Organisatorisk Landssekretær: Malene Holck Pedersen

## Formænd
- 2005-2006 Ida Risom, Postarbejder
- 2006-2007 Mattias Tesfaye, Murersvend
- 2007-2009 Mads Rasmus Pedersen, Industriarbejder
- 2009-2010 Lars Midtgaard Andersen, Chauffør
- 2010-2010 Søren Grøn, Industriarbejder (konstitueret)
- 2010-2012 Peter Bøgh, Tømrerlærling
- 2012-2014 Rebekka Abildtrup Hansen, Bartender
- 2014-2016 Emil Olsen, murersvend
- 2016-2017 Morten Egede, murersvend
- 2017-2018 Karina Huldgaard Christensen, rengøringsassistent
- 2018 -2023 Morten Ryom, struktørlærling
- 2023- 2024 Jakob Dahl, Tømrer svend
- 2024-          Kaja Nielsen, fastfoodmedarbejder